# Àlvar Maria Camín i López
Àlvar Maria Camín i López   (Mataró, segle XIX - segle XX) fou un jurista català, president de l'Acadèmia de Jurisprudència i Legislació de Catalunya.

## Biografia
Cursà estudis i es llicencià en dret civil i dret canònic a la Facultat de Dret de la Universitat Central de Madrid. Des del 1882 fou membre del Col·legit d'Advocats de Madrid. També fou membre de l'Acadèmia de Jurisprudència i Legislació de Catalunya i el seu president entre els anys 1897 i 1899. Com a president, fou el responsable dels discursos de les sessions públiques inaugurals de l'Acadèmia dels anys 1898 i 1899. Aquest darrer any, redactà una Memoria dirigida á los socios de las Conferencias de San Vicente de Paul sobre el estado de la sociedad en Cataluña en fin de 1889.